# Balitoridae
Balitoridae, porodica riba iz reda šaranki (Cypriniformes), razred Actinopterygii. Sastoji se od 32 roda koje žive na euroazijskom kontinentu.

## Rodovi
1. Annamia Hora, 1932
2. Balitora Gray, 1830
3. Beaufortia Hora, 1932
4. Bhavania Hora, 1920
5. Cryptotora Kottelat, 1998
6. Dienbienia Nguyen & Nguyen, 2002
7. Erromyzon Kottelat, 2004
8. Formosania Oshima, 1919
9. Gastromyzon Günther, 1874
10. Glaniopsis Boulenger, 1899
11. Hemimyzon Regan, 1911
12. Homaloptera van Hasselt, 1823
13. Hypergastromyzon Roberts, 1989
14. Jinshaia Kottelat & Chu, 1988
15. Katibasia Kottelat, 2004
16. Lepturichthys Regan, 1911
17. Liniparhomaloptera Fang, 1935
18. Metahomaloptera Chang, 1944
19. Micronoemacheilus Rendahl, 1944
20. Neogastromyzon Popta, 1905
21. Neohomaloptera Herre, 1944
22. Paraprotomyzon Pellegrin & Fang, 1935
23. Parasewellia Nguyen & Nguyen in Nguyen, 2005
24. Parhomaloptera Vaillant, 1902
25. Plesiomyzon Zheng & Chen, 1980
26. Protomyzon Hora, 1932
27. Pseudogastromyzon Nichols, 1925
28. Sewellia Hora, 1932
29. Sinogastromyzon Fang, 1930
30. Travancoria Hora, 1941
31. Vanmanenia Hora, 1932
32. Yaoshania Yang, Kottelat, Yang & Chen, 2012